# Самоходна ракетна установка
Самоходната ракетна установка е тежкотоварно превозно средство, предназначено да превозва и изстрелва балистични, противовъздушни или друг тип бойни ракети. Ранните неподвижни ракетни установки са били уязвими за въздушен удар на врага и при евентуално нападение придвижването на ракетите би било изключително трудно. Понякога самоходните ракетни установки вървят в комплект с радар. Това прави организацията по време на бой много по-гъвкава и бърза. Освен това дивизионът разполага със собствена метеорологична станция и след като, се изчислят съпротивителните сили на природата в момента на пуска се въвеждат данните за траекторията на полета.